# Zerkal’naya Bay
Die Zerkal’naya Bay (englisch; russisch Бухта Зеркальная Buchta Serkalnaja, deutsch ‚Spiegelbucht‘) ist eine Bucht am Ufer der Alaschejewbucht im ostantarktischen Enderbyland. Sie liegt 4,8 km östlich der russischen Molodjoschnaja-Station sowie zwischen dem Kap Stereguschtschi und dem Kap Feoktistow.
Luftaufnahmen entstanden 1956 im Rahmen der Australian National Antarctic Research Expeditions sowie 1957 bei einer sowjetischen Antarktisexpedition. Teilnehmer letzterer Unternehmung gaben der Bucht ihren Namen. Das Antarctic Names Committee of Australia übertrug diesen 1972 ins Englische.